# Indianapolis Colts
De Indianapolis Colts (of simpelweg de Colts) is een professioneel American footballteam uit Indianapolis, Indiana. Ze komen uit in de zuiddivisie van de American Football Conference (AFC), wat onderdeel is van de National Football League (NFL).

## Geschiedenis

### Baltimore Colts
In 1946 werd de All-America Football Conference (AAFC) opgericht, met als doel om de concurrentie met de NFL aan te gaan. Deze competitie hield het slechts vier jaar uit, maar drie AAFC-ploegen werden uiteindelijk toegelaten tot de NFL: de Cleveland Browns, de San Francisco 49ers en de Baltimore Colts. Voor de Colts liep het uit op een fiasco, aangezien het team na één jaar in de NFL al werd opgeheven wegens financiële problemen. Een jaar later, hield een andere ploeg, de New York Yanks, er ook mee op. De eigenaar verkocht de ploeg aan de NFL, die de restanten vervolgens doorverkocht aan een groep ondernemers in Dallas. De nieuwe Dallas Texans liepen echter uit op een fiasco en werden aan het eind van hun eerste seizoen ook opgeheven. Men had de intentie om terug te keren naar Baltimore en de NFL daagde de stad uit om 15.000 seizoenskaarten te verkopen binnen zes weken. Dit quotum werd binnen een maand gehaald, met als gevolg dat de Texans verkocht werden aan Baltimore. Officieel was er echter sprake van een nieuw team. Men koos de oude naam Baltimore Colts voor deze nieuwe ploeg, hoewel het een ander team is dan de Colts die in 1950 werden opgeheven.

### Eerste seizoenen
De Colts namen de plek van de Texans in de Western Conference in. De eerste vier jaar haalden ze een losing record (meer nederlagen dan zeges), maar in 1957 wonnen ze zeven van hun twaalf duels; goed voor een vierde plek in hun divisie. Een jaar later wonnen ze zelfs negen wedstrijden en werden ze winnaar van de conference. Hierdoor plaatsten ze zich voor de finale van de NFL, tegen de winnaar van de oostelijke conference. De New York Giants werden  na verlenging opzij gezet in een wedstrijd die ook wel bekendstaat als The Greatest Game Ever Played. Een jaar later wonnen de ze nogmaals hun conference en speelden ze wederom tegen de Giants in de titelwedstrijd. Ook ditmaal trokken de Colts aan het langste eind en prolongeerden ze hun titel.

### Jaren zestig
De Colts begonnen de jaren zestig niet zo goed als ze het vorige decennium beëindigden; de eerste vier seizoenen bivakkeerden ze in de middenmoot. In 1964 wonnen ze voor de derde maal hun conference, maar een derde titel werd niet gepakt: in de NFL-finale werden ze met 27–0 afgedroogd door de Cleveland Browns. Een jaar later waren de Colts dicht bij een vierde conference-titel, want in de stand eindigden ze gelijk met de Green Bay Packers. Dit duel werd echter verloren na verlenging.
In 1967 werd elke conference, door de toename van het aantal teams, gesplitst in twee divisies van vier teams. De Colts kwamen in de geografisch zeer verspreide Coastal Division, samen met de Atlanta Falcons, de Los Angeles Rams en de San Francisco 49ers. In dat eerste jaar eindigden ze wederom gelijk met de nummer een van hun divisie (de Rams), maar sinds dat seizoen werden er geen beslissingsduels meer gespeeld; op onderling resultaat werden de Colts tweede. Een jaar later hadden ze meer succes: de Colts verloren in het reguliere seizoen maar één duel en plaatsten zich voor de play-offs. In de strijd om de conference-titel werden de Minnesota Vikings verslagen en in de wedstrijd om de NFL-titel wonnen de Colts met 34–0 van de Cleveland Browns. Als NFL-kampioen plaatsten ze zich zo voor de derde editie van de Super Bowl, tegen de New York Jets, die kampioen van de American Football League (AFL) waren geworden. De Colts werden gezien als de grote favoriet, maar verloren verrassend met 16–7 van de Jets. Deze uitkomst wordt gezien als een van de grootste verrassingen in het American football.

### Eerste Super Bowl
In 1970 fuseerde de NFL met de AFL. Beide competities zouden een eigen conference vormen, met daarin drie divisies. Omdat de NFL (zestien teams) echter groter was dan de AFL (tien teams), werden drie teams gevraagd om 'over te stappen'. De Colts waren een van die teams (naast de Cleveland Browns en de Pittsburgh Steelers) en werden in de AFC East geplaatst. Hun divisiegenoten (de Boston Patriots, de Buffalo Bills, de Miami Dolphins en New York Jets) waren allemaal voormalige AFL-teams, waar de Colts (m.u.v. de Jets) nog nooit tegen hadden gespeeld. Dit bleek echter geen onoverkomelijk probleem, daar de Colts hun divisie wonnen met de beste score uit de hele AFC. In de play-offs wonnen de Colts eerst eenvoudig (17–0) van de Cincinnati Bengals, om vervolgens in de conference-finale ook de Oakland Raiders te verslaan (27–17). In Super Bowl V waren de Dallas Cowboys de tegenstander en ook deze Super Bowl waren de Colts de favoriet. Ze begonnen echter niet goed aan de wedstrijd; halverwege stonden de Cowboys met 13–6 voor. In de tweede helft kwamen ze echter op gelijke hoogte en met nog vijf tellen te spelen trokken de Colts middels een fieldgoal de wedstrijd alsnog naar zich toe.
Een jaar later werden de Colts tweede in hun divisie, maar plaatsten ze zich als beste nummer twee alsnog voor de play-offs. De eerste wedstrijd (tegen de Browns) werd ook ditmaal eenvoudig gewonnen, met 20–3, maar in de strijd om de AFC-titel bleek divisiegenoot Miami Dolphins duidelijk te sterk: 21–0. De drie jaar daarop behaalden de Colts telkens een losing record, maar in 1975 en 1976 wonnen ze weer eens hun divisie. In de play-offs was de eerste wedstrijd echter tot tweemaal toe het eindstation, beide keren tegen de Pittsburgh Steelers.
In 1977 wonnen de Colts hun divisie voor de derde keer op rij. In de play-offs speelden ze ditmaal tegen de Oakland Raiders. Tot viermaal toe wisten ze een achterstand ongedaan te maken, totdat de wedstrijd uiteindelijk in 31–31 eindigde. De gelijkmaker van de Raiders was een fieldgoal die kon worden gemaakt na een post van 42 yard (38 meter) op Dave Casper, bijgenaamd "The Ghost" kort daarvoor. Deze manoeuvre kwam later bekend te staan als "Ghost to the Post". Uiteindelijk verloren de Colts de wedstrijd in de tweede verlenging, dankzij een touchdown van Casper. Dit bleek uiteindelijk de laatste play-offwedstrijd van het team in Baltimore te zijn.

### Verhuizing naar Indianapolis
De jaren daarna eindigden de Colts continu in de achterhoede, met als dieptepunt het ingekorte seizoen 1982, waarin ze geen enkel duel wisten te winnen. Teameigenaar Robert Irsay wilde daarnaast een verbeterd of nieuw stadion voor zijn team, maar de onderhandelingen met het stadsbestuur liepen stroef. In januari 1984 verzekerde hij de supporters weliswaar dat hij in Baltimore wilde blijven, maar begon hij ook met andere steden te onderhandelen. Uiteindelijk verhuisde het hele team in één nacht in maart naar Indianapolis.
De eerste jaren in Indianapolis liepen net zo stroef als de laatste in Baltimore. In de eerste tien jaar haalden ze maar één keer de play-offs (in 1987), maar toen werd er direct verloren van de Cleveland Browns. De jaren daarna behoorden de Colts tot de middenmoot van de competitie. Van 1988 tot 1996 haalden ze in vrijwel alle seizoenen zeven à negen overwinningen. Een negatieve uitschieter was het seizoen 1991, toen ze slechts één duel wisten te winnen. De laatste twee seizoenen wisten ze (met negen zeges) echter de play-offs te bereiken. In 1995 wonnen ze eerst van de San Diego Chargers, hun eerste play-offzege als Indianapolis Colts. Tegen de Kansas City Chiefs, die het beste seizoen van alle teams hadden gespeeld, werd vervolgens ook verrassend gewonnen. De AFC-finale tegen de Pittsburgh Steelers was een bijzonder duel, want het was de eerste AFC-finale waarin geen voormalig AFL-team aan meedeed (zowel de Colts als de Steelers kwamen in 1970 naar de AFC, om zo het aantal teams met de NFC gelijk te trekken). De teams bleken aan elkaar gewaagd, maar met nog anderhalve minuut te spelen trokken de Steelers toch aan het langste eind (20–16), waardoor de Colts naast hun eerste Super Bowl-deelname in een kwart eeuw grepen. Een jaar later troffen de Colts en de Steelers elkaar wederom, ditmaal al in het eerste play-offduel. Halverwege was de stand licht in het voordeel van de Colts (14–13), maar in de tweede helft trok Pittsburgh de wedstrijd toch naar zich toe: 42–14.

### AFC South
Na twee seizoenen waarin de Colts laatste werden in hun divisie, kwalificeerden ze zich in 1999 als divisie-winnaar weer eens voor de play-offs. Na een vrijstelling in de eerste ronde, troffen ze vervolgens de Tennessee Titans. Het was de eerste play-offwedstrijd die de Colts in Indianapolis speelden en de wedstrijd werd gekenmerkt door het hoge aantal fieldgoals: vier voor de Titans en drie voor de Colts. Beide ploegen wisten ook een touchdown te scoren, maar die van de Colts - twee minuten voor tijd - kwam te laat om de wedstrijd nog in hun voordeel te beslissen: 16–19 voor Tennessee.
Een jaar later wisten de Colts zich nipt te plaatsen voor de play-offs, waarin de Miami Dolphins hun eerste tegenstander waren. Ondanks een voorsprong van 14–0 halverwege gaf Indianapolis de wedstrijd toch nog uit handen: na het vierde kwart was de stand gelijk (17–17), waarna de Dolphins de wedstrijd in de verlenging beslisten. In 2001 zetten de Colts een losing record neer en werden ze vierde in de AFC East. Dit bleek hun laatste seizoen in deze divisie: het volgende seizoen breidde de NFL uit naar 32 teams en men besloot om het aantal divisies uit te breiden van zes naar acht (vier per conference). Indianapolis kwam in de AFC South, samen met de Jacksonville Jaguars, de Tennessee Titans (beide uit de AFC Central) en de Houston Texans (het nieuwe team). In hun eerste seizoen in de nieuwe divisie werden de Colts tweede (achter de Titans), maar plaatsten ze zich als wildcard voor de play-offs. Daarin waren ze echter kansloos tegen de New York Jets: 41–0.

### Tweede Super Bowl
Van 2003 tot en met 2007 won Indianapolis telkens hun divisie. In 2003 zetten ze in de eerste ronde de Denver Broncos ruim opzij (41–10) om vervolgens ook uit van de Kansas City Chiefs te winnen. Hoewel de uitslag (38–31) niet ruim was, stonden de Colts toch geen enkel moment op achterstand. In de AFC-finale verloor het team vervolgens van de New England Patriots. Een jaar later ontmoetten ze de Broncos wederom in de eerste ronde van de play-offs en ook ditmaal trokken de Colts met ruim verschil aan het langste eind (49–24). De week daarop speelden ze tegen de Patriots, maar ze verloren ook deze keer. De duels tussen de Colts en de Patriots stonden ook in het teken van de sportieve rivaliteit tussen Peyton Manning (Colts) en Tom Brady (Patriots), die allebei worden gezien als een van de beste quarterbacks in de geschiedenis van het American football.
In 2005 wonnen de Colts de eerste dertien duels van het seizoen. Hoewel ze van de laatste drie wedstrijden er twee verloren, was het nog altijd hun beste seizoen sinds ze in Indianapolis speelden. Daarnaast hadden ze ook de beste score van de competitie, waardoor ze een vrijstelling kregen voor de eerste ronde. De play-offs eindigden echter in een deceptie voor de Colts; tegen de Pittsburgh Steelers stonden ze na een kwart al met 14–0 achter. Na het derde kwart stond het zelfs 21–3 en hoewel Indianapolis nog terug wist te komen tot 21–18, waren ze toch uitgeschakeld. Dit was de eerste keer in de NFL-geschiedenis dat een eerste reekshoofd in de play-offs verloor van een zesde reekshoofd.
Het seizoen 2006 leek voor de Colts een herhaling van het vorige; ze begonnen de competitie goed en wonnen de eerste negen duels, maar in de tweede helft van de competitie wonnen ze maar drie van de zeven wedstrijden. Wel bleven ze thuis ongeslagen, maar ze eindigden niet bij de beste twee divisie-winnaars, waardoor ze geen vrijstelling voor de eerste ronde kregen. Daarin speelden ze nu tegen de Kansas City Chiefs, maar ook dit thuisduel werd gewonnen. De volgende ronde speelden ze uit tegen de Baltimore Ravens; de eerste keer dat beide ploegen elkaar in de play-offs ontmoetten en de eerste keer sinds 1977 dat de Colts een play-offwedstrijd in Baltimore speelden. In een duel waarin enkel fieldgoals werden gescoord bleek Indianapolis het sterkste (15–6), waardoor ze voor de tweede keer in vier jaar in de AFC-finale stonden, ook ditmaal tegen de Patriots. Halverwege de wedstrijd stonden de Colts met 21–6 achter, maar na een sterke tweede helft wist Joseph Addai met nog een minuut te spelen de winnende touchdown te scoren voor de Colts: 38–34. De laatste minuut was de enige minuut van de wedstrijd waarin de Colts voor stonden, maar het was wel genoeg voor deelname aan Super Bowl XLI, hun eerste Super Bowl-deelname sinds 1970. Tegenstander in die wedstrijd waren de Chicago Bears, die na het eerste kwart met 14–6 leidden. In de rest van de wedstrijd hadden de Colts echter de overhand; Chicago wist nog maar drie punten te scoren en de Colts wonnen uiteindelijk met 29–17 hun eerste Super Bowl als Indianapolis Colts. Opvallend aan de titel van de Colts was dat hun tegenstanders dit seizoen gemiddeld 5,33 yards (4,87 meter) per rush attempt (looppoging) wisten te winnen in het reguliere seizoen. Slechts zes teams deden het slechter in de geschiedenis van de NFL. Een jaar later wonnen de Colts in het reguliere seizoen een wedstrijd meer dan in 2006 en kregen ze een vrijstelling voor de eerste ronde. Hoewel ze een van de favorieten waren om de Super Bowl te winnen, verloren ze de volgende ronde echter nipt van de San Diego Chargers (28–24).

### 2008–heden
In 2008 slaagde het team voor het eerst sinds 2002 niet in om hun divisie te winnen. Wel plaatsten ze zich als wildcard voor de play-offs, maar net als een jaar eerder werden ze uitgeschakeld door de Chargers. In 2009 won Indianapolis hun divisie weer, ditmaal met de beste balans van de hele competitie (slechts twee nederlagen). In de play-offs werden eerst de Baltimore Ravens verslagen; vervolgens werden de New York Jets verslagen in de AFC-finale, waardoor de Colts mochten aantreden in Super Bowl XLIV. Tegen de New Orleans Saints waren de Colts de favoriet en namen ze in het eerste kwart een 10–0 voorsprong. Halverwege hadden de Saints hun achterstand verkleind (10–6) en in het derde kwart namen ze tijdelijk de leiding, hoewel de Colts met nog een kwart te spelen nipt aan de leiding gingen (17–16). Dankzij twee touchdowns in de slotfase ging de titel echter naar de Saints.
Het seizoen 2010 pakten de Colts hun zevende divisie-titel in acht jaar, hoewel ze dit deden met slechts tien overwinningen (hun laagste aantal zeges sinds 2002). In de play-offs verloren ze in de eerste ronde van de New York Jets. Dit bleek de laatste wedstrijd van Peyton Manning in het shirt van de Colts, want daaropvolgende seizoen kwam hij door een blessure niet in actie. Mede daardoor wisten ze voor het eerst sinds 2001 de play-offs niet te halen. De eerste veertien duels gingen allemaal verloren en de eindbalans (twee zeges) was de slechtste sinds 1991. Na dit seizoen zou Manning tekenen voor de Denver Broncos.
Van 2012 tot 2014 wonnen de Colts elk seizoen precies elf duels. In 2012 werden ze daarmee tweede in hun divisie, maar plaatsten ze zich als wildcard voor de play-offs, waarin direct werd verloren van de Baltimore Ravens. De twee daaropvolgende seizoenen wonnen de Colts hun divisie en verloren ze tegen ploegen uit hun eigen divisie geen enkel duel. In de play-offs van 2013 openden ze tegen de Kansas City Chiefs. Kort na rust stonden ze 38–10 achter, maar door een opleving in het restant van de wedstrijd wonnen de Colts alsnog met één punt verschil (45–44). Het was in de geschiedenis slechts een keer voorgekomen dat een ploeg een play-offduel won na een nog grotere achterstand. Deze prestatie konden ze de week erop echter geen vervolg geven, toen ze bij de New England Patriots met 43–22 de boot in gingen. In het seizoen 2014 waren de Colts het vierde reekshoofd; in de play-offs troffen ze eerst de Cincinnati Bengals. Halverwege stonden ze drie punten voor, maar in de tweede helft liepen ze uit naar 26–10. Het volgende duel namen ze het op tegen de Denver Broncos, van wie ze de vorige twee play-offduels eenvoudig hadden gewonnen. Ook ditmaal wonnen de Colts, al was het verschil ditmaal kleiner (24–13). In de AFC-finale troffen ze voor de vijfde keer in twaalf jaar de New England Patriots, maar voor de vierde keer verloren ze, ditmaal met het grootste verschil van alle keren (45–7). Later kwam aan het licht dat medewerkers van de Patriots in dit duel lucht uit de ballen hadden laten lopen, een schandaal dat bekend kwam te staan als de Deflategate (deflate: "lucht uitlaten" en -gate).

## Stadion
Vanaf het eerste seizoen in Baltimore speelden de Colts in het Memorial Stadium. Na de verhuizing naar Indianapolis speelde het team in de Hoosier Dome (later bekend onder de sponsornaam RCA Dome). In 2004 werd besloten dat er een nieuw stadion zou worden gebouwd voor de Colts. Vanaf 2008 spelen ze in dit nieuwe stadion, het Lucas Oil Stadium, eveneens genoemd naar een sponsor.

## Naam
De oorspronkelijke (in 1950 opgeheven) Baltimore Colts werden zo genoemd, omdat de regio-Baltimore bekendstond om hun paardenfokkerij (een'colt is een hengst van maximaal drie jaar oud). Toen er in 1953 een nieuw NFL-team in Baltimore werd opgericht, namen ze de naam van het vorige team over. Ook na de verhuizing na Indianapolis behield het team de naam Colts.

## Resultaten
| Seizoen            | Competitie      | Conf            | Div             | Regulier seizoen | Regulier seizoen | Regulier seizoen | Regulier seizoen | Regulier seizoen | Play-offs               | Play-offs             | Play-offs         | Play-offs       |
| Seizoen            | Competitie      | Conf            | Div             | Plek             | W                | G                | V                | Pct              | Wild Card               | Divisional Playoff    | Championship      | Super Bowl      |
| Baltimore Colts    | Baltimore Colts | Baltimore Colts | Baltimore Colts | Baltimore Colts  | Baltimore Colts  | Baltimore Colts  | Baltimore Colts  | Baltimore Colts  | Baltimore Colts         | Baltimore Colts       | Baltimore Colts   | Baltimore Colts |
| ------------------ | --------------- | --------------- | --------------- | ---------------- | ---------------- | ---------------- | ---------------- | ---------------- | ----------------------- | --------------------- | ----------------- | --------------- |
| 1953               | NFL             | West            | West            | 5e               | 3                | 0                | 9                | 0,250            |                         |                       |                   |                 |
| 1954               | NFL             | West            | West            | 6e               | 3                | 0                | 9                | 0,250            |                         |                       |                   |                 |
| 1955               | NFL             | West            | West            | 4e               | 5                | 1                | 6                | 0,455            |                         |                       |                   |                 |
| 1956               | NFL             | West            | West            | 4e               | 5                | 0                | 7                | 0,417            |                         |                       |                   |                 |
| 1957               | NFL             | West            | West            | 3e               | 7                | 0                | 5                | 0,583            |                         |                       |                   |                 |
| 1958               | NFL             | West            | West            | 1e               | 9                | 0                | 3                | 0,750            | [ 13 ]                  | 17–23 (n.v.) @ Giants |                   |                 |
| 1959               | NFL             | West            | West            | 1e               | 9                | 0                | 3                | 0,750            | [ 13 ]                  | 31–16 v. Giants       |                   |                 |
| 1960               | NFL             | West            | West            | 4e               | 6                | 0                | 6                | 0,500            |                         |                       |                   |                 |
| 1961               | NFL             | West            | West            | =3e              | 8                | 0                | 6                | 0,571            |                         |                       |                   |                 |
| 1962               | NFL             | West            | West            | 4e               | 7                | 0                | 7                | 0,500            |                         |                       |                   |                 |
| 1963               | NFL             | West            | West            | 3e               | 8                | 0                | 6                | 0,571            |                         |                       |                   |                 |
| 1964               | NFL             | West            | West            | 1e               | 12               | 0                | 2                | 0,857            | [ 13 ]                  | 27–0 @ Browns         |                   |                 |
| 1965               | NFL             | West            | West            | =1e              | 10               | 1                | 3                | 0,769            | 13–10 (n.v.) @ Packers  | 3–35 v. Cowboys (POB) |                   |                 |
| 1966               | NFL             | West            | West            | 2e               | 9                | 0                | 5                | 0,643            |                         | 20–14 v. Eagles (POB) |                   |                 |
| 1967               | NFL             | West            | Coastal         | 2e               | 11               | 2                | 1                | 0,917            |                         |                       |                   |                 |
| 1968               | NFL             | West            | Coastal         | 1e               | 13               | 0                | 1                | 0,929            | 24–14 v. Vikings        | 0–34 @ Browns         | 7–16 v. Jets      |                 |
| 1969               | NFL             | West            | Coastal         | 2e               | 8                | 1                | 5                | 0,615            |                         |                       |                   |                 |
| AFL-NFL merger     |                 |                 |                 |                  |                  |                  |                  |                  |                         |                       |                   |                 |
| 1970               | NFL             | AFC             | East            | 1e               | 11               | 1                | 2                | 0,846            |                         | 17–0 v. Bengals       | 27–17 v. Raiders  | 13–16 @ Cowboys |
| 1971               | NFL             | AFC             | East            | 2e               | 10               | 0                | 4                | 0,714            | 3–20 in Browns          | 21–0 @ Dolphins       |                   |                 |
| 1972               | NFL             | AFC             | East            | 3e               | 5                | 0                | 9                | 0,357            |                         |                       |                   |                 |
| 1973               | NFL             | AFC             | East            | 5e               | 4                | 0                | 10               | 0,286            |                         |                       |                   |                 |
| 1974               | NFL             | AFC             | East            | 5e               | 2                | 0                | 12               | 0,143            |                         |                       |                   |                 |
| 1975               | NFL             | AFC             | East            | 1e               | 10               | 0                | 4                | 0,714            | 28–10 @ Steelers        |                       |                   |                 |
| 1976               | NFL             | AFC             | East            | 1e               | 11               | 0                | 3                | 0,786            | 14–40 v. Steelers       |                       |                   |                 |
| 1977               | NFL             | AFC             | East            | 1e               | 10               | 0                | 4                | 0,714            | 31–37 (n.v.) v. Raiders |                       |                   |                 |
| 1978               | NFL             | AFC             | East            | 5e               | 5                | 0                | 11               | 0,313            |                         |                       |                   |                 |
| 1979               | NFL             | AFC             | East            | 5e               | 5                | 0                | 11               | 0,313            |                         |                       |                   |                 |
| 1980               | NFL             | AFC             | East            | 4e               | 7                | 0                | 9                | 0,438            |                         |                       |                   |                 |
| 1981               | NFL             | AFC             | East            | 4e               | 2                | 0                | 14               | 0,125            |                         |                       |                   |                 |
| 1982               | NFL             | AFC             | AFC             | 14e              | 0                | 1                | 8                | 0,056            |                         |                       |                   |                 |
| 1983               | NFL             | AFC             | East            | 4e               | 7                | 0                | 9                | 0,438            |                         |                       |                   |                 |
| Indianapolis Colts |                 |                 |                 |                  |                  |                  |                  |                  |                         |                       |                   |                 |
| 1984               | NFL             | AFC             | East            | 4e               | 4                | 0                | 12               | 0,250            |                         |                       |                   |                 |
| 1985               | NFL             | AFC             | East            | 4e               | 5                | 0                | 11               | 0,313            |                         |                       |                   |                 |
| 1986               | NFL             | AFC             | East            | 5e               | 3                | 0                | 13               | 0,188            |                         |                       |                   |                 |
| 1987               | NFL             | AFC             | East            | 1e               | 9                | 0                | 6                | 0,600            | Vrijstelling            | 38–21 @ Browns        |                   |                 |
| 1988               | NFL             | AFC             | East            | 2e               | 9                | 0                | 7                | 0,563            |                         |                       |                   |                 |
| 1989               | NFL             | AFC             | East            | 2e               | 8                | 0                | 8                | 0,500            |                         |                       |                   |                 |
| 1990               | NFL             | AFC             | East            | 3e               | 7                | 0                | 9                | 0,438            |                         |                       |                   |                 |
| 1991               | NFL             | AFC             | East            | 5e               | 1                | 0                | 15               | 0,063            |                         |                       |                   |                 |
| 1992               | NFL             | AFC             | East            | 3e               | 9                | 0                | 7                | 0,563            |                         |                       |                   |                 |
| 1993               | NFL             | AFC             | East            | 5e               | 4                | 0                | 12               | 0,250            |                         |                       |                   |                 |
| 1994               | NFL             | AFC             | East            | 3e               | 8                | 0                | 8                | 0,500            |                         |                       |                   |                 |
| 1995               | NFL             | AFC             | East            | 2e               | 9                | 0                | 7                | 0,563            | 20–35 @ Chargers        | 7–10 @ Chiefs         | 20–16 @ Steelers  |                 |
| 1996               | NFL             | AFC             | East            | 3e               | 9                | 0                | 7                | 0,563            | 42–14 @ Steelers        |                       |                   |                 |
| 1997               | NFL             | AFC             | East            | 5e               | 3                | 0                | 13               | 0,188            |                         |                       |                   |                 |
| 1998               | NFL             | AFC             | East            | 5e               | 3                | 0                | 13               | 0,188            |                         |                       |                   |                 |
| 1999               | NFL             | AFC             | East            | 1e               | 13               | 0                | 3                | 0,813            | Vrijstelling            | 16–19 v. Titans       |                   |                 |
| 2000               | NFL             | AFC             | East            | 2e               | 10               | 0                | 6                | 0,625            | 23–17 (n.v.) @ Dolphins |                       |                   |                 |
| 2001               | NFL             | AFC             | East            | 4e               | 6                | 0                | 10               | 0,688            |                         |                       |                   |                 |
| 2002               | NFL             | AFC             | South           | 2e               | 10               | 0                | 6                | 0,625            | 41–0 @ Jets             |                       |                   |                 |
| 2003               | NFL             | AFC             | South           | 1e               | 12               | 0                | 4                | 0,750            | 41–10 v. Broncos        | 31–38 @ Kansas City   | 24–14 @ Patriots  |                 |
| 2004               | NFL             | AFC             | South           | 1e               | 12               | 0                | 4                | 0,750            | 49–24 v. Broncos        | 20–3 @ Patriots       |                   |                 |
| 2005               | NFL             | AFC             | South           | 1e               | 14               | 0                | 2                | 0,875            | Vrijstelling            | 18–21 v. Steelers     |                   |                 |
| 2006               | NFL             | AFC             | South           | 1e               | 12               | 0                | 4                | 0,750            | 23–3 v. Chiefs          | 6–15 @ Ravens         | 38–34 v. Patriots | 17–29 @ Bears   |
| 2007               | NFL             | AFC             | South           | 1e               | 13               | 0                | 3                | 0,813            | Vrijstelling            | 24–28 v. Chargers     |                   |                 |
| 2008               | NFL             | AFC             | South           | 2e               | 12               | 0                | 4                | 0,750            | 23–17 @ Chargers        |                       |                   |                 |
| 2009               | NFL             | AFC             | South           | 1e               | 14               | 0                | 2                | 0,875            | Vrijstelling            | 20–3 v. Ravens        | 30–17 v. Jets     | 17–31 v. Saints |
| 2010               | NFL             | AFC             | South           | 1e               | 10               | 0                | 6                | 0,625            | 16–17 v. Jets           |                       |                   |                 |
| 2011               | NFL             | AFC             | South           | 4e               | 2                | 0                | 14               | 0,125            |                         |                       |                   |                 |
| 2012               | NFL             | AFC             | South           | 2e               | 11               | 0                | 5                | 0,688            | 24–9 @ Ravens           |                       |                   |                 |
| 2013               | NFL             | AFC             | South           | 1e               | 11               | 0                | 5                | 0,688            | 45–44 v. Chiefs         | 43–22 @ Patriots      |                   |                 |
| 2014               | NFL             | AFC             | South           | 1e               | 11               | 0                | 5                | 0,688            | 26–10 v. Cincinnati     | 13–24 @ Broncos       | 45–7 @ Patriots   |                 |
| 2015               | NFL             | AFC             | South           | 2e               | 8                | 0                | 8                | 0,500            |                         |                       |                   |                 |
| 2016               | NFL             | AFC             | South           | 3e               | 8                | 0                | 8                | 0,500            |                         |                       |                   |                 |
| 2017               | NFL             | AFC             | South           | 3e               | 4                | 0                | 12               | 0,250            |                         |                       |                   |                 |
| 2018               | NFL             | AFC             | South           | 2e               | 10               | 0                | 6                | 0,625            | 7–21 @ Texans           | 31–13 @ Chiefs        |                   |                 |
| 2019               | NFL             | AFC             | South           | 3e               | 7                | 0                | 9                | 0,438            |                         |                       |                   |                 |
| 2020               | NFL             | AFC             | South           | 2e               | 11               | 0                | 5                | 0,688            | 27–24 @ Bills           |                       |                   |                 |
| 2021               | NFL             | AFC             | South           | 2e               | 9                | 0                | 8                | 0,529            |                         |                       |                   |                 |
| 2022               | NFL             | AFC             | South           | 3e               | 4                | 1                | 12               | 0,265            |                         |                       |                   |                 |
| 2023               | NFL             | AFC             | South           | 3e               | 9                | 0                | 8                | 0,529            |                         |                       |                   |                 |
| 2024               | NFL             | AFC             | South           | 2e               | 8                | 0                | 9                | 0,471            |                         |                       |                   |                 |

| Kleur of afkorting | Betekenis                    |
| ------------------ | ---------------------------- |
| Geel               | Won Super Bowl               |
| Oranje             | Won NFL-titel voor 1970      |
| Rood               | Won Conference-titel         |
| Groen              | Won divisie                  |
| Licht groen        | Geplaatst voor play-offs     |
| =1e, =2e, etc.     | Plek ex aequo met ander team |
| Score v.           | Uitslag thuisduel            |
| Score @            | Uitslag uitduel              |

## Eregalerij
Super Bowls (2)
1970, 2006
Conference-titels vanaf 1967 (1+3)
1968, 1970, 2006, 2009
Ed Thorpe Memorial Trophy's (3)
1958, 1959, 1968
Divisie-titels vanaf 1967 (16)
1968, 1970, 1965, 1966, 1977, 1987, 1999, 2003, 2004, 2005
2006, 2007, 2009, 2010, 2013, 2014
Conference- of divisie-titels voor 1967 (3)
1958, 1959, 1964
Deelnames play-offs (29)
1958, 1959, 1964, 1965, 1968, 1970, 1971, 1975, 1976, 1977
1987, 1995, 1996, 1999, 2000, 2002, 2003, 2004, 2005, 2006
2007, 2008, 2009, 2010, 2012, 2013, 2014, 2018, 2020
 Playoff Bowls (2)
1965, 1966

## Hall of Famers
De volgende voormalige spelers van de Colts zijn opgenomen in de Pro Football Hall of Fame:
- Richard Dent (2011)